# 파라과이푸나레
파라과이푸나레(Thrichomys pachyurus)는 가시쥐과에 속하는 남아메리카 설치류이다. 세하두 생태구 지역의 브라질 남서부와 파라과이 북부 지역의 사바나 지역과 숲 가장자리에서 발견된다. 어느 정도 서식지 교란에 내성을 갖고 있으며, 분포 지역 전역에서 개체수가 풍부한 것으로 간주되고 있다. 핵형은 2n=34, FN=64이다.